# Ros Ailither
Le Ros Ailither est un cotre à tapecul irlandais à coque, pont et mât en bois. 

## Histoire
C'est un ancien bateau de pêche irlandais, construit en 1954. Il a ensuite été utilisé en Angleterre, toujours pour la pêche.
Racheté par ses propriétaires actuels en 2000, le bateau a été restauré et transformé. Depuis, il a beaucoup navigué, avec notamment une croisière aux Antilles et aux États-Unis. 
Il a participé au Brest 2008, aux Les Tonnerres de Brest 2012 et à Temps fête Douarnenez 2018.